# Gran Projecte de Topografia Trigonomètrica

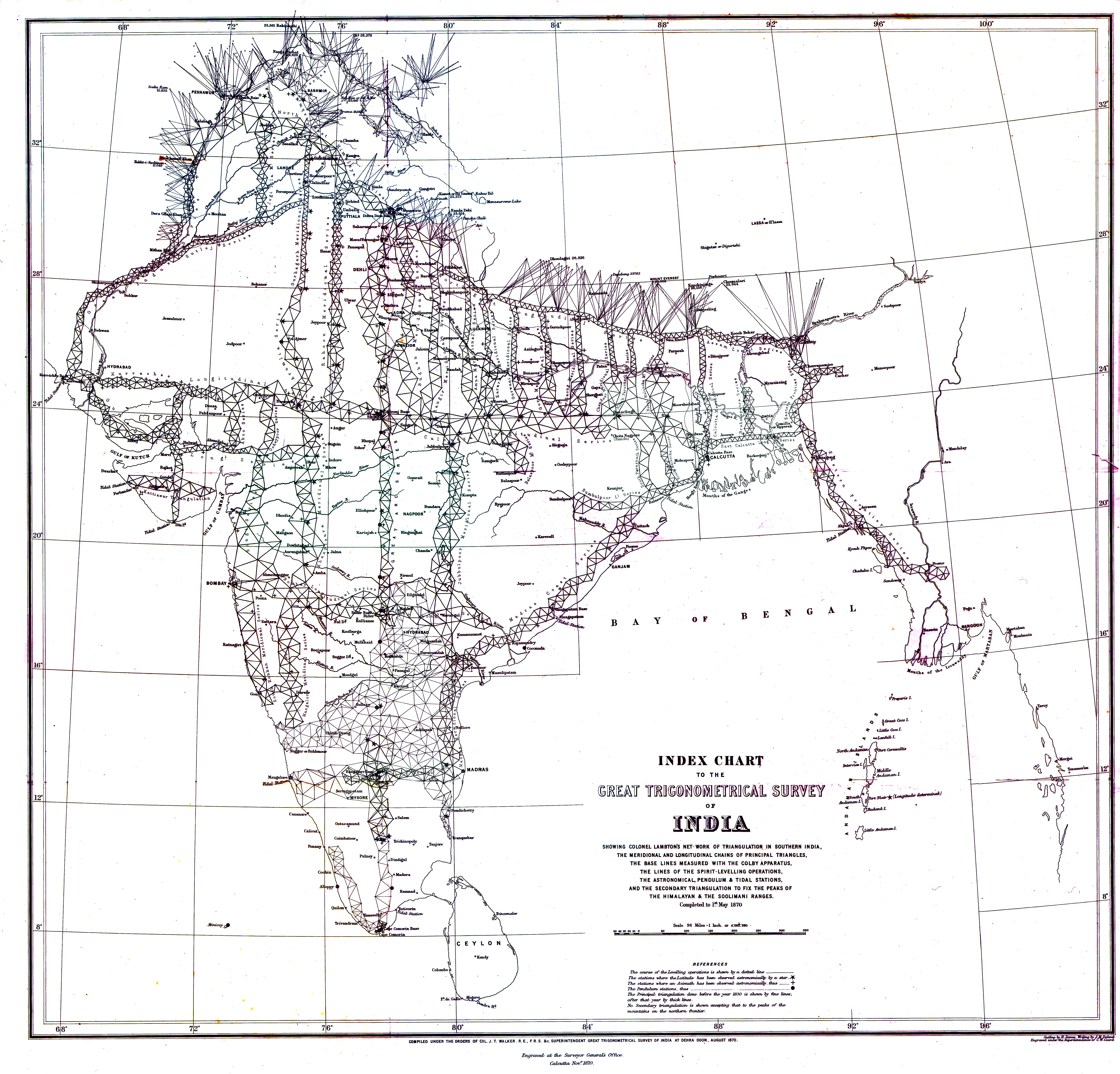
Mapa del 1870 que mostra la metodologia usada en el projecte.

El Gran Projecte de Topografia Trigonomètrica de l'Índia (en anglès Great Trigonometric Survey) va ser un projecte de l'organisme Survey of India del Govern Britànic de l'Índia, dedicat a explorar i cartografiar el país, en aquell moment colònia Britànica. Va ser iniciat a començaments del segle xix i va durar gairebé tot el segle.
Fou dirigit en les etapes inicials per William Lambton, i posteriorment per George Everest. Entre els molts èxits del projecte hi ha la demarcació del territori britànic de l'Índia, i la localització i mesurament de les muntanyes més altes de l'Himàlaia: Everest, K2, i Kanchenjunga. L'enquesta va tenir, també, un impacte científic enorme, ja que era responsable del primer mesurament exacte d'una secció d'arc d'un paral·lel terrestre i el mesurament de l'anomalia geodèsica de la Terra.